# Contrasenso
Contrasenso é o terceiro álbum do músico brasileiro Paulinho Moska, lançado em 1997 com o selo EMI Brasil.

## O Álbum
| “ | "Gosto de todo tipo de música e, como todos da geração 90, não tenho preconceitos, coloco tudo no mesmo caldeirão." | ” |

Como pode ser percebido nas palavras do próprio músico, o disco traz 12 composições que misturam pop, baião, reggae e outros gêneros.
O nome do disco surgiu quando Moska foi passar a limpo as letras das músicas, e, pelas palavras do próprio, "percebeu que todas as canções são dúbias, falam de coisas que se contrapõem a outras". Ele tentou passar esse contra-senso também para a arte do encarte, no qual aparecem peixes no céu, Paulinho em uma sala de cabeça para baixo e o nome do CD escrito ao contrário.
Duas músicas do disco já haviam sido gravadas anteriormente, por outros artistas. "Admito que Perdi" foi interpretada por Marina Lima, e Elba Ramalho gravou, no disco "Leão do Norte", o baião "Relampiano". Já "Paixão e Medo" foi regravada por Luiza Possi no disco "Escuta" (2006). Essa mesma música tem sido interpretada pela atriz e cantora Sandra Pêra, das Frenéticas, no show "Duas Feras Perigosas", que ela faz ao lado de Dhu Moraes.
É neste disco que Moska gravou A Seta e o Alvo, que foi tema de Lavínia, na novela Zazá, da Rede Globo., e que acabou se tornando um de seus maiores hits.

### Faixas
| #  | Faixa                                   | Composição                                   |
| -- | --------------------------------------- | -------------------------------------------- |
| 1  | A Seta e o Alvo                         | Nilo Romero, Paulinho Moska                  |
| 2  | Contrasenso                             | Paulinho Moska                               |
| 3  | Me chama de chão                        | Fernando Zarif, Paulinho Moska, Branco Mello |
| 4  | Relampiano                              | Paulinho Moska, Lenine                       |
| 5  | Paixão e medo                           | Nilo Romero, Paulinho Moska                  |
| 6  | A outra volta do parafuso               | Paulinho Moska                               |
| 7  | Seja o que Deus quiser                  | Fernando Zarif, Paulinho Moska               |
| 8  | Virtual(mente) (versão de "Road thang") | A.Slater, Nilo Romero, N.Cook                |
| 9  | Tudo que a gente quis                   | Paulinho Moska                               |
| 10 | Common grave                            | Fernando Zarif, Paulinho Moska               |
| 11 | Efêmero                                 | Paulinho Moska                               |
| 12 | Admito que perdi                        | Paulinho Moska                               |